# 이왕
이왕(李王)은 일본 제국에서 사용되던 작위로 1910년 한일 병합 조약(韓日倂合條約) 체결 이후 대한제국의 황족을 일본의 왕공족으로 대우하면서 대한제국 전 황제들에게 붙인 칭호이다. 고종은 덕수궁 이태왕(李太王)이라 하여 창덕궁 이왕과는 별도로 호칭하였다.

## 개요
1910년 경술국치 이후 대한제국의 황족을 일본의 황족이자 친왕으로 대우하면서 이왕으로 붙였다. 이들은 한일 합방 이전처럼 명목상 한국의 황제로서의 예우는 유지되었다.
특이한 점은 일본과는 다르게 소유하는 궁궐을 본인의 칭호로 사용하게 되었다는 점이다. 그리하여 대한제국 황제직을 퇴위한 고종은 덕수궁 이태왕이었고 순종은 창덕궁 이왕이었다.
1926년 6월 순종이 사망하면서 구 대한제국의 황태자였던 의민태자('영친왕'이라고도 함)가 창덕궁 이왕을 세습하였다. 그 후 1945년 8월 15일 일본 제국이 제2차 세계 대전에서 패전한 후, 1947년 일본국 헌법 제정으로 신적강하 조치에 의해 이왕의 직위도 폐지되어 의민태자는 일반 시민이 되었다.

### 덕수궁 이태왕
- 고종 : 이태왕(李太王), (1910년~1919년)

## 역대 창덕궁계 작위 일람

### 창덕궁 이왕
| 대수 | 묘호 | 묘호 | 시호                       | 시호                       | 휘 | 휘 | 능호 | 능호 | 재위              | 비고                              |
| ---- | ---- | ---- | -------------------------- | -------------------------- | -- | -- | ---- | ---- | ----------------- | --------------------------------- |
| 1    | 순종 | 純宗 | 융희문온무녕돈인성경효황제 | 隆熙文溫武寧敦仁誠敬孝皇帝 | 척 | 坧 | 유릉 | 裕陵 | 1910년~1926년 6월 | 효황제(孝皇帝)                    |
| 2    | -    | -    | 문인무장지효명휘의민황태자 | 文仁武莊至孝明暉懿愍皇太子 | 은 | 垠 | 영원 | 英園 | 1926년 6월~1947년 | 영친왕(英親王) 의민태자(懿愍太子) |

### 이왕세자
- 이은 (1910년 10월 1일 ~ 1926년 4월 25일)
- 이구 (1931년 12월 29일 ~ 1947년)

### 이왕세손
- 이진 (1921년 8월 18일 ~ 1922년 5월 11일)

### 이왕비
- 순정효황후 (1910년 ~ 1926년 6월)
- 의민황태자비 (1926년 6월 ~ 1947년)

### 이왕대비
- 순정효황후 (1926년 6월 ~ 1947년)

## 같이 보기
- 대한제국의 역대 황제
- 조선 총독부
- 일본 제국
- 대한 제국
  - 대한제국의 황실
  - 이왕가
- 제1차 세계 대전
- 제2차 세계 대전
- 이왕직